# Ancylus
Ancylus – rodzaj ślimaków z rodziny zatoczkowatych (Planorbidae), obejmujący gatunki o charakterystycznej, czapeczkowatej muszli, występujące w wodach słodkich w Europie, północnej Afryce i zachodniej części Azji. W Polsce występuje jeden gatunek: przytulik strumieniowy.

## Systematyka
Rodzaj opisany przez O.F. Müllera, gatunkiem typowym jest przytulik strumieniowy (Ancylus fluviatilis). Przez długi czas klasyfikowany w odrębnej rodzinie przytulikowatych (Ancylidae), w nowszym ujęciu przypisany do rodziny zatoczkowatych (Planorbidae), w których wydzielony jest w osobnej podrodzinie (Ancylinae).

## Występowanie
Przedstawiciele rodzaju występują w zachodniej części Palearktyki. Są szeroko rozprzestrzenione w Europie, na Kaukazie i Zakaukaziu, w Afryce Północnej i zachodniej Azji. W Polsce reprezentowany przez gatunek typowy: przytulika strumieniowego.

## Budowa

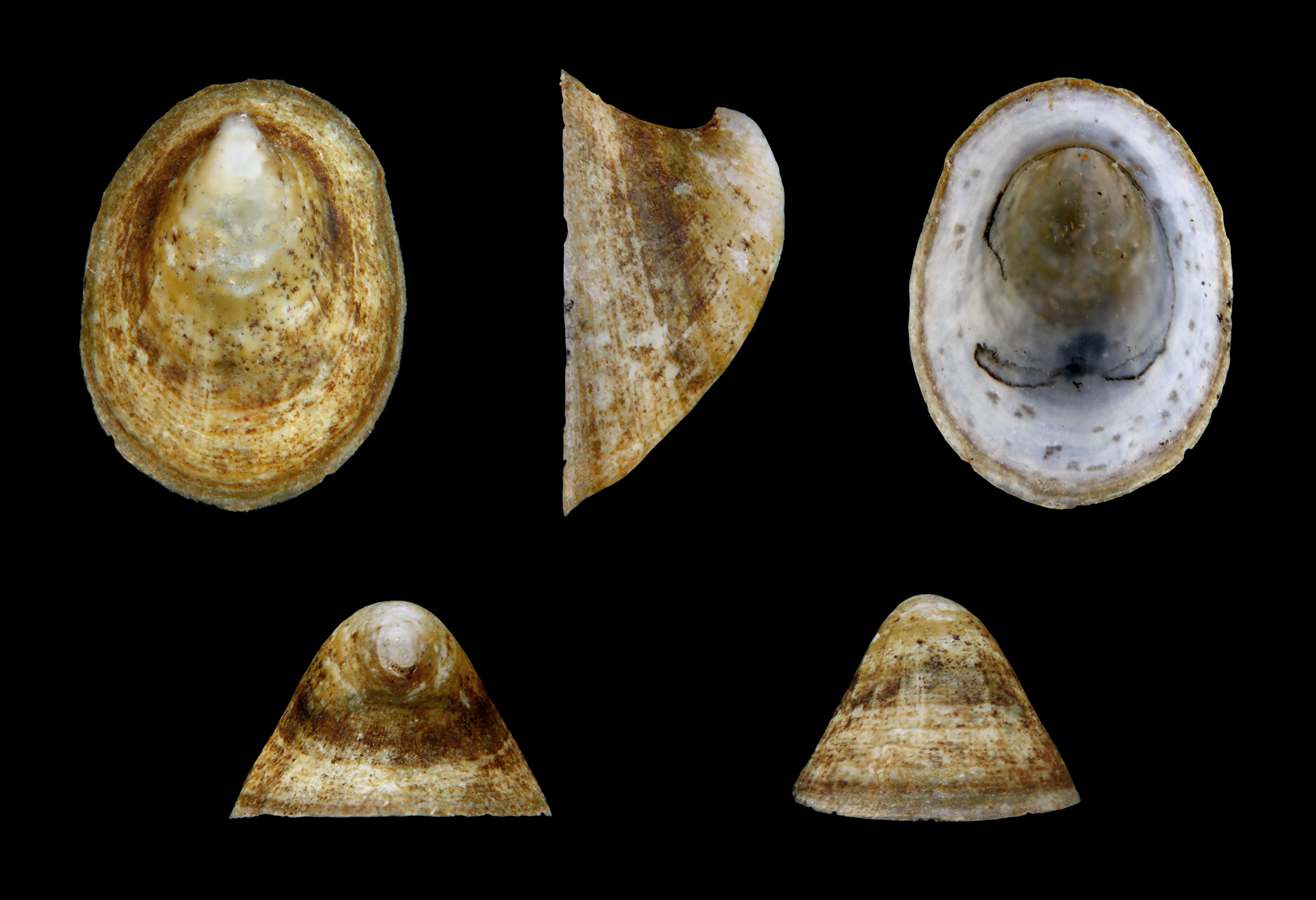
Muszla Ancylus fluviatilis – widoki z różnych perspektyw

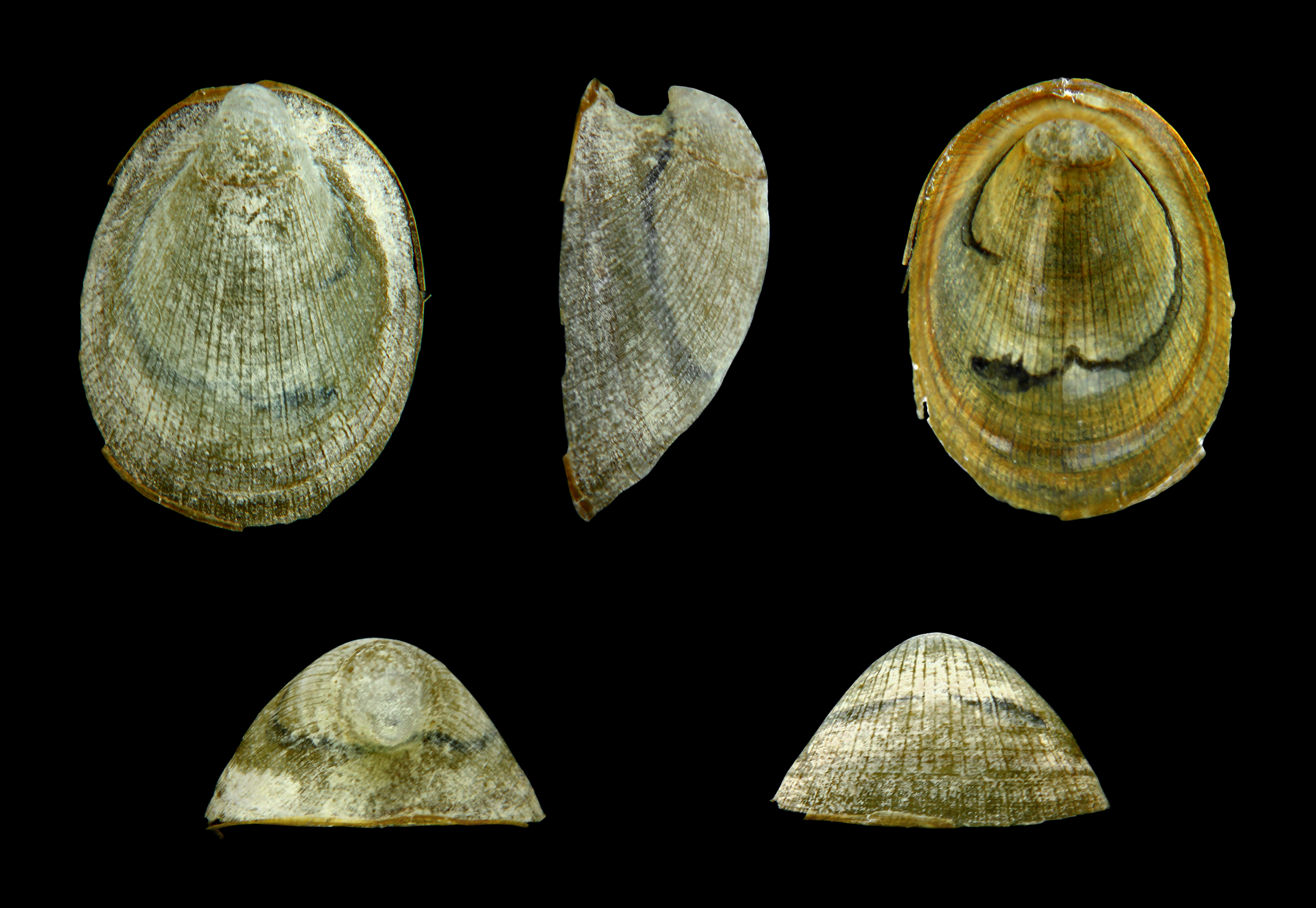
Muszla Ancylus striatus – widoki z różnych perspektyw

Niewielkie ślimaki o lekko asymetrycznej, nieskręconej, czapeczkowatej muszli, jej szczyt jest wygięty ku tyłowi, delikatnie podłużnie prążkowany, może być zaostrzony lub przypłaszczony. Wierzchołek muszli jest ponadto lekko odchylony w prawą stronę. Periostrakum sięga poza wapienną warstwę muszli. Otwór muszli jest eliptyczny. 
Całe ciało jest otoczone przez kołnierz płaszcza. Nibyskrzele o prostej, płatkowatej budowie. Osierdzie jest połączone ze światłem nerki poprzez przewód renoperykardialny. Osfradium dobrze rozwinięte, jest położone w pobliżu pętli moczowodu, po wewnętrznej stronie płaszcza. W szczęce wiele drobnych płytek położonych po boku i od strony grzbietowej w jamie gębowej. W raduli liczba zębów w szeregu może dochodzić do 75, pochewka raduli dochodzi do okolic żołądka. Gonada i gruczoł przyprątny mają kształt palczastych wyrostków, męski narząd kopulacyjny ma kształt bulwiasty, z bardzo długim biczem o gruczołowatej części górnej. Ujścia układu pokarmowego, wydalniczego oraz otwory płciowe są po prawej stronie ciała. Jama płaszczowa jest silnie zredukowana, brak płuca. 

## Biologia i ekologia

### Zajmowane siedliska
Zasiedlają głównie wody płynące (potoki, rzeki), czasem spotykane także w wodach stojących. Znane są również formy występujące w wodach podziemnych.

### Odżywianie
Zdrapywacze, żywią się glonami i mikroorganizmami peryfitonowymi porastającymi kamienie i inne zanurzone przedmioty.

### Oddychanie
Pomimo tego, że klasyfikowane w obrębie ślimaków płucodysznych, zwierzęta oddychają tlenem rozpuszczonym w wodzie, funkcje oddechowe spełnia brzeg płaszcza i nibyskrzele. Nie muszą wynurzać się dla zaczerpnięcia oddechu.

### Rozmnażanie
Obojnaki.

## Lista gatunków
Do rodzaju Ancylus zaliczane są następujące współczesne gatunki:
- Ancylus aduncus A. Gould, 1847[5]
- Ancylus ashangiensis D.S. Brown, 1965
- Ancylus benoitianus Bourguignat, 1862
- Ancylus capuloides Jan, 1838
- Ancylus expansilabris Clessin, 1880
- Ancylus fluviatilis Müller, 1774[7] – przytulik strumieniowy (gatunek typowy)
- Ancylus hamacenicus Bourguignat, 1883
- Ancylus lapicidus Hubendick, 1960[5][7]
- Ancylus naumiensis Glöer & Pešić, 2023
- Ancylus pileolus A. Férussac, 1822[7]
- Ancylus recurvus Martens, 1873
- Ancylus regularis D.S. Brown, 1973
- Ancylus scalariformis Stankovic & Radoman, 1953[5][7]
- Ancylus striatus Quoy & Gaimard, 1834[5]
- Ancylus subcircularis Clessin, 1880
- Ancylus tapirulus Poliński, 1929[5][7]

oraz gatunki wymarłe, znane tylko ze szczątków kopalnych:
- † Ancylus alutae Jekelius, 1932
- † Ancylus boettgeri Zinndorf, 1901
- † Ancylus bourgeoisi Deshayes, 1863
- † Ancylus boyeri Noulet, 1868
- † Ancylus braunii Dunker, 1853
- † Ancylus cestasensis Peyrot, 1932
- † Ancylus depressus Deshayes, 1824
- † Ancylus dumasi Fontannes, 1884
- † Ancylus elegans J. De C. Sowerby, 1826
- † Ancylus hungaricus Brusina, 1902
- † Ancylus lyelli Maillard, 1892
- † Ancylus moravicus Rzehak, 1893
- † Ancylus parmophorus de Stefani, 1880
- † Ancylus saucatsensis Peyrot, 1932
- † Ancylus serbicus Brusina, 1893
- † Ancylus subcostatus Benoist, 1873